# إبراهيم زرين قلم
ميرزا إبراهيم بن إسماعيل العاصمي الزنجاني عرف بـ زَرّينْ قَلَمْ (أي القلم الذهبي أو قلم الذهب) (1905 - 30 يوليو 1994) خطاط ودبلوماسي إيراني.

## سيرته
ولد إبراهيم بن إسماعيل العاصمي الزنجاني عام 1905/ 1323 هـ في مدينة زنجان وتعلم بها في مدرسة شيخ يوسف علائي، ثم رغب إلی فن الخط وتعلم علی عبد الجبار خمسئي ثم محمد ولي كيميا قلم الزنجاني، الذي لقّبه بـ زَرّينْ قَلَمْ. برز إبراهيم زرين قلم في نستعليق، الشكستة وشكستة تعليق. تدرس زرين قلم الخط في مدرسة السعادة وأصبح من أبرز المعلمين ثم انتقل إلی طهران وأسس داراً لتعليم فن الخط. توظف أولا في مكتب الملكي عام 1938 ثم انتقل إلى الوزارة الخارجية كموظف وكاتب. انتقل إلی العراق في 1951 وكان يشتغل في القنصلية الإيرانية في كربلاء حتی 1969 وكان له علاقات خاصه مع آغا بزرك الطهراني و أبو القاسم الخوئي. أثناء عمله ذهب إلى الحج وتبجله ابن سعود كفنان مسلم. ثم رجع إلى العراق كموظف القنصلية الإيرانية في النجف ثم انتقل إلى طرابزون في تركيا ثم بغداد وعمل كنائب السفير الحكومة البهلوية الإيرانية لدی العراق.

من أعماله الأكثر تميزا كان يوجد في مدخل ضريح الإمام علي بالنجف حتى بداية الحرب الإيرانية العراقية، ومن أهم أعماله الأخرى، الفن الخط في مدخل ضريح الإمام الحسين، وسيماء علي بن أبي طالب المزدانة بآيات القرآن بخطه.

توفي زرين قلم يوم 30 يوليو 1994/ 22 صفر 1415